# Henrietta May Steinmesch
Henrietta May Steinmesch (St. Louis, Estados Unidos, 9 de mayo de 1893 - Pasadena, 21 de mayo de 1979) fue una reconocida arquitecta estadounidense.

## Primeros años
Estudió en la Escuela de Arquitectura de la Universidad de Washington.  Se graduó en 1915, siendo una de las primeras mujeres arquitectas en graduarse en esa universidad. Inició su carrera profesional como dibujante para la Comisión de Planeamiento de la ciudad. En 1915 Steinmesch junto a otras tres estudiantes de la Escuela de Arquitectura, Helen Milius, Angela Burdeau y Jane Pelton, iniciaron un camino de organización y visualización social: fundaron su propia asociación, La Cofradía Alongine. El objetivo principal era apoyarse mutuamente y contactar otras estudiantes de arquitectura.  En 1922, debido al interés del colectivo femenino de estudiantes de otras Universidades, la organización se transformó en una asociación nacional, conocida como Alfa Alfa Gamma. La sede original en la Universidad de Washington fue reconocida como Alfa; el mismo año se consolidaron otras sedes: Beta en la Universidad de Minnesota; Gamma en la Universidad de Texas y Delta en la Universidad de California. 

## Trayectoria
Steinmesch fue nombrada la primera Presidenta de la asociación,  el perfil social fue consolidándose y cambió de un club estudiantil a una asociación profesional con el lema “promoción de la arquitectura entre las mujeres”. Paulatinamente se afiliaron más ciudades norteamericanas con muy buenos resultados: becas, exhibiciones, orientación vocacional y profesional tuvieron un impacto positivo en la “valoración del rol de la mujer en la Arquitectura”.  Ya en 1930 Steinmesch alertó, durante una convención anual, que “la pérdida de información importante era un tema del cual ocuparse”. Solicitó que la historia fuera escrita y los archivos preservados. A partir de ese momento, las primeras integrantes documentaron memorias y diarios con el fin de dar inicio a un archivo. En la convención nacional de Alpha Alpha Gamma en San Francisco en 1948, la asociación se reorganizó como la Asociación de Mujeres en la Arquitectura (AWA). La AWA estaba abierto a las mujeres en el campo de la Arquitectura, Arquitectura del Paisaje, Diseño de Interiores, Escultura, Bellas Artes, Planificación e Ingeniería. Debido a limitaciones financieras, la organización nacional se disolvió en 1964.
Henrietta May Steinmesch trabajó en St. Louis, San Francisco y Los Ángeles. Realizó diseños de instalaciones para la Base Aérea Scott y varios diseños de interiores en el área metropolitana. Durante la Segunda Guerra Mundial se trasladó a San Francisco para trabajar con la División Occidental de diseño de instalaciones militares de la United Service Organizations. Después de la guerra, Henrietta May Steinmesch permaneció en San Francisco y trabajó con el arquitecto Henry Gutterson y la Agencia de Reurbanización de la ciudad. En 1953 se mudó a Los Ángeles y a Pasadena y estableció su propia oficina. Allí vivió hasta su fallecimiento en 1979.

## Legado
El libro Early Women Architects of the San Francisco Bay Area: The Lives and Work of Fifty Professionals, 1890-1951 , de Inge. Schaefer Horton, reúne biografías de mujeres que desarrollaron su profesión en California. Horton señala en los comentarios que la AWA no presentó todo el material de Steinmesch al IAWA,  y guarda artículos aparecidos en periódicos que muestran proyectos de vivienda, escuelas infantiles y trabajos de planificación de su autoría.
Algunos de los papeles de Steinmesch se encuentran en la "Asociación de Mujeres en Papeles de Arquitectura, 1928-1992", celebrada por el Archivo Internacional de Mujeres en la Arquitectura en las bibliotecas universitarias del Instituto Politécnico de Virginia y State College en Blacksburg, Virginia.